# 不讓小孩子知道
《不讓小孩子知道》是日本漫畫家田島列島的短篇漫畫作品，由2014年第14期到2014年第35期於講談社漫畫雜誌《Morning》連載。單行本共有上下兩卷。

## 故事簡介
本作圍繞兩名就讀高中二年級的同學，熱愛游泳的運動健將朔田美波和喜歡書法的文靜男孩門司昭平。暑假某天，二人於學校天台相遇並一拍即合成為好朋友，朔田遂邀請昭平與其一同前往尋找親生父親。二人四處找尋冒險卻一無所獲。昭平帶朔田到商店街找他當偵探的哥哥明太，剛好遇上前來委託明太尋找失蹤教主的宗教組織「光明匣」的成員千本木和三枝，並發現朔田的父親原來就是擁有超能力的教主大人。 

## 角色
朔田美波
高中二年級，游泳學會成員，熱愛游泳，是唯一一個參加水運會的二年級生，亦是動漫迷，特別喜歡「魔法左撇子少女KOTEKO」。因時常我行我素而被同學暱稱為「摸魚朔田」。一次在學校天台遇上正在畫畫的昭平，並與他一拍即合。
門司昭平
高中二年級，書法學會成員，善於寫字和畫畫，動漫迷。在學校天台畫「魔法左撇子少女KOTEKO」時遇上朔田，並與她一拍即合，答應與她一起尋找父親。
門司明太
昭平之兄，但外表貌似女性。夢想是當偵探。寄宿於善叔的古書店，並在店中開設偵探所，但經營慘淡，只有尋找失蹤貓隻的委託。故事中段被千本木和三枝委託尋找教主大人。
宮島
游泳學會成員，朔田的好友。
村松
書法學會成員，昭平的好友，知道他是動漫迷。
小田
綽號「岩校的狂犬」，不良少年，非常擅長打鬥，但本性善良。委託昭平替其用書法寫情書。
善叔
商店街古書店店主，收留明太於其店中。
藁谷友充
朔田的親生父親，宗教組織「光之匣」的教主，有讀心的超能力。
千本木、三枝
「光之匣」的成員，委託明太尋找教主大人。

## 出版書籍
| 標題 | 講談社        | 講談社                 |
| 標題 | 發售日期      | ISBN                   |
| ---- | ------------- | ---------------------- |
| 上   | 2014年9月22日 | ISBN 978-4-06-388379-4 |
| 下   | 2014年9月22日 | ISBN 978-4-06-388380-0 |

## 真人電影
《不讓小孩子知道》翻拍成真人電影，原定於2020年6月26日上映，但由於2019冠狀病毒病日本疫情的影響而延至2021年8月20日上映。由沖田修一擔任導演，並由上白石萌歌和細田佳央太主演。 

### 演員表
- 朔田美波：上白石萌歌[11]
- 門司昭平：細田佳央太[11]
- 門司明大：千葉雄大[12]
- 朔田清：古館寬治[12]
- 朔田由起：齊藤由貴[12]
- 藁谷友充：豐川悦司[12]

### 製作人員
- 原作：田島列島
- 監督：沖田修一[12]
- 腳本：藤木光彦、沖田修一[12]
- 音樂：牛尾憲輔[12]
- 製片人：筒井龍平、吉田憲一、佐藤美由紀、久保田傑[12]
- 攝影：芦澤明子（J.S.C.）[12]
- DIT / VE：鏡原圭吾（J.S.C.）[12]
- 燈光：永田英則[12]
- 美術：安宅紀史[12]
- 裝飾：山本直樹[12]
- 錄音：近藤崇生[12]
- 調音：高田伸也[12]
- 音響效果：勝亦櫻[12]
- 編集：佐藤崇[12]
- 編劇：田口良子[12]
- 配給：日活[12]

### 劇中虛構動畫《魔法左撇子少女KOTEKO》

#### 聲演
- 富田美憂[13]
- 浪川大輔[13]
- 櫻井孝宏[13]
- 鈴木達央[13]
- 速水獎[13]

#### 製作人員
- 監督：菊池勝也[14]
- 角色設計：奧山鈴奈[14]
- 音響監督：橫田知加子[14]
- 監製：櫻井崇[14]
- 動畫制作：Typhoon Graphics[14]

## 外部連結
- 子供はわかってあげない / 《不讓小孩子知道》原作官方網站 （页面存档备份，存于）（日語）
- 《不讓小孩子知道》電影官方網站 （页面存档备份，存于）（日語）
  - 《不讓小孩子知道》的X（前Twitter）（日語）